# Shahrestān di Zaveh
Lo shahrestān di Zaveh (farsi شهرستان زاوه) è uno dei 28 shahrestān del Razavi Khorasan; si trova a sud di Mashhad. Il capoluogo è Daulatabad (Dowlatabad; farsi دولت‌آباد), una città che nel 2006 aveva 8.740 abitanti. In precedenza il territorio era parte dello shahrestān di Torbat-e Heydariyyeh.